# اضطراب الطيف العاطفي
يصف اضطراب الطيف العاطفي (بالإنجليزية: Emotional spectrum disorder)‏ مجموعة من الحالات المصنفة على أنها اضطرابات مزاجية في الدليل التشخيصي والإحصائي للاضطرابات النفسية -5، الصادر عام 2013.
يشمل الأفراد المصابون باضطراب الطيف العاطفي (ESD) أولئك الذين تم تشخيصهم باضطرابات تنظيم الحالة المزاجية، بما في ذلك:
- الاكتئاب
- اضطراب ثنائي القطب والحالات ذات الصلة بما في ذلك الهوس
- اضطراب القلق المستمر
- اضطراب الشخصية الحدية
- اضطراب التكيف

## القواسم المشتركة
في نظرية التحليل النفسي، يعتبر الانفصام والانتقال آليات دفاع متكررة وشائعة بين مرضى اضطراب الطيف العاطفي. في مثل هذه الحالات، يكون الفرد غير قادر على تنظيم العواطف لإدراك الحقيقة الموضوعية.
عندما تتوافق هذه المشاعر مع الواقع الموضوعي، فإنها تمر دون أن يلاحظها أحد. وعندما تتعارض هذه المشاعر مع الواقع الموضوعي، يكون الفرد غير قادر على التوفيق بين الاثنين، وتعيد عواطفهم المفرطة النشاط كتابة أحداث الواقع في عقل الفرد كما لو كانت هذه هي الحقيقة الموضوعية. يعتقد الفرد "لن أشعر بهذه الطريقة إذا لم تحدث مثل هذه الأحداث، وبالنظر إلى شعوري بهذه الطريقة، يجب أن تكون الأحداث قد حدثت على هذا النحو".
بمجرد أن يبرر المريض إدراكه المعدل للواقع، فإن المحفزات الإضافية التي تتحدى هذا الإدراك تؤدي عادةً إلى مزيد من الاكتئاب و/ أو القلق حتى يمكن تبرير هذه المنبهات لتناسب تصور المريض المعدل للواقع.
في الحالات المتقدمة من مثل هذه الاضطرابات، وخاصةً مع اضطرابات الشخصية ثنائية القطب والحدية، يتفاعل بعض المرضى مع هذه المحفزات الصعبة بالعنف تجاه الآخرين أو حتى إيذاء النفس. 

## الجنس وعلم الأحياء
أكثر من 25 ٪ من النساء في الولايات المتحدة تم إعطائهن مضادات الاكتئاب أو الأدوية المضادة للقلق أو مضادات الذهان أو غيرها من الأدوية التي تغير الحالة المزاجية. تم قياس النساء على أنهن يعانين من اضطرابات طيف عاطفية بمعدل 2.5 مرة أكبر من الرجال.
تشير إحدى النظريات السائدة إلى أن الشذوذ في مستويات الهرمونات أثناء التطور قبل الولادة يسبب الاستعداد لاضطرابات الطيف.
يمكن مقارنة اضطراب طيف التوحد بقلة نشاط العواطف والمشاعر والجوانب الأخرى المستخدمة في الاتصالات الانفعالية والاجتماعية، بينما اضطراب الطيف العاطفي هو فرط النشاط. من المحتمل أن يكون ارتفاع هرمون التستوستيرون الجنيني بشكل غير طبيعي سببًا لاضطراب طيف التوحد، في حين أن زيادة هرمون الاستروجين الجنيني قد تسبب اضطرابًا في الطيف العاطفي. نظرًا لأن الذكور لديهم عادةً أكثر من 10 أضعاف هرمون التستوستيرون مثل الإناث، ويرتبط طيف التوحد ارتباطًا وثيقًا بفرط هرمون التستوستيرون قبل الولادة، فإن الذكور لديهم نسبة أعلى بكثير من اضطراب طيف التوحد مقارنة بالإناث. على العكس من ذلك، نظرًا لأن الإناث لديهن نسبة أعلى بكثير من الإستروجين من الذكور، ويرتبط اضطراب الطيف العاطفي ارتباطًا وثيقًا بالإستروجين المفرط قبل الولادة، فإن الإصابة باضطراب الطيف العاطفي لدى الإناث أعلى بكثير من الذكور.